# Arcos e Mogofores
Arcos e Mogofores (oficialmente: União das Freguesias de Arcos e Mogofores) é uma freguesia portuguesa do município de Anadia, com 14,39 km² de área e 6239 habitantes (censo de 2021). A sua densidade populacional é 433,6 hab./km².

## História
Foi constituída em 2013, no âmbito de uma reforma administrativa nacional, pela agregação das antigas freguesias de Arcos e Mogofores com sede em Arcos.

## Demografia
A população registada nos censos foi:
| Distribuição da População por Grupos Etários | Distribuição da População por Grupos Etários | Distribuição da População por Grupos Etários | Distribuição da População por Grupos Etários | Distribuição da População por Grupos Etários | Distribuição da População por Grupos Etários |
| -------------------------------------------- | -------------------------------------------- | -------------------------------------------- | -------------------------------------------- | -------------------------------------------- | -------------------------------------------- |
| Antes da agregação                           |                                              |                                              |                                              |                                              |                                              |
| Ano                                          | 0-14 anos                                    | 15-24 anos                                   | 25-64 anos                                   | >= 65 anos                                   | Total                                        |
| 2001                                         | 975                                          | 849                                          | 3529                                         | 1054                                         | 6407                                         |
| 2011                                         | 926                                          | 655                                          | 3510                                         | 1240                                         | 6331                                         |
| Após a agregação                             |                                              |                                              |                                              |                                              |                                              |
| Ano                                          | 0-14 anos                                    | 15-24 anos                                   | 25-64 anos                                   | >= 65 anos                                   | Total                                        |
| 2021                                         | 707                                          | 685                                          | 3214                                         | 1633                                         | 6239                                         |